# ونیمکولم
ونیمکولم (به انگلیسی: Vaniyamkulam) یک زیستگاه انسانی در هند است که در Palakkad district واقع شده‌است.